# Toma Zdravković
Tomislav »Toma« Zdravković (Aleksinac, 20. studenoga 1938. – Beograd, 30. rujna 1991.) bio je jugoslavenski i srbijanski pjevač i kantautor narodne glazbe.  
O njemu su snimljeni film Toma (2021.) i televizijska serija Toma.

## Životopis
Rođen je 1938. godine u Aleksincu, gdje je i kršten u tamošnjoj crkvi sv. Nikole. Obitelj Zdravković se tri mjeseca nakon Tominog rođenja vraća u rodno mjesto Pečenjevce kod Leskovca, a kasnije i u Beograd. Prema nekim navodima, Tomi je folk-pjevačica Silvana Armenulić pomogla omogućivši mu nastupe na njezinim koncertima, za što joj je napisao pjesmu “Šta će mi život”, koju je nakon njezine smrti i sam otpjevao pod naslovom "Noćas mi srce pati". Ubrzo nakon toga započeo je samostalno nastupati po kavanama, a njegove pjesme vrlo brzo postale su uspješnice.
Tekstove svojih pjesama uglavnom je pisao sam i većina tih pjesama su autobiografskoga sadržaja. Riječ je o kavanskim, ljubavnim pjesmama, koje uglavnom govore o neuzvraćenim ljubavima i patnjama. Iza sebe je ostavio brojne pjesme: “Da l’ je moguće”, “Danka”, “Dotak’o sam dno života”, “Dva smo sveta različita“, "Ej Branka, Branka", "Tužno leto", "Sliku tvoju ljubim", “Kafana je moja sudbina”, “Prokleta nedelja”, “Jelena” i “Za Ljiljanu” samo su neke od njih. Kemal Monteno za njega je napisao pjesmu “Pesme moje”.
Ženio se četiri puta. Borio se s alkoholizmom. Njegov brat Novica Zdravković također je bio pjevač narodne glazbe.
Umro je 30. rujna 1991. u Beogradu, od raka mokraćnog mjehura.

## Diskografija

### Albumi (izbor)
- Toma Zdravković - Amela (1971.)
- O majko, majko (1973.)
- Nikad neću da te zaboravim (1976.)
- Umoran sam od života (1979.)
- Mirjana, suze moje (1980.)
- Čekaj me (1981.)
- Prokleta nedelja (1982.)
- Dva smo sveta različita (1983.)
- Dotak'o sam dno života (1984.)
- E moj brate (1986.)
- Da li je moguće (1987.)
- Evo me opet (1988.)
- Kafana je moja istina (1990.)
- Folk zvijezda zauvijek (2008.) - best of
- Antologija (2015.)

## Vanjske poveznice
- Riznica srpska.net – Tomislav Toma Zdravković (1938—1991)  Arhivirana inačica izvorne stranice od 23. srpnja 2022. (Wayback Machine) (srp.)
- Story.rs – Jelena Kulović: »Životna priča – Toma Zdravković: Sećanje na poslednjeg kralja kafane«  Arhivirana inačica izvorne stranice od 5. svibnja 2015. (Wayback Machine) (srp.)
- Discogs.com – Toma Zdravković (diskografija) (engl.)